# 독일초딩
독일초딩은 2006년 2월 14일부터 사용되기 시작한 밈이다. 서양에서는 Angry German Kid, 줄여서 AGK라 불린다. 밈의 주인공은 노르만 코하노프스키(Norman Kochanowski)이다. 그의 이름이 레오폴트 슬리크(Leopold Slikk)로 많이 알려져 있는데 레오폴트 슬리크라는 이름은 그의 웹사이트에서 사용했던 닉네임이다.

## 유래
밈의 주인공 노르만 코하노프스키(Norman Kochanowski)는 밈 영상 업로드 이전에도 자신의 웹사이트에서 영상을 올렸었다. 그러던 어느 날 노르만은 영상 주제가 생각나 자신이 좋아하던 래퍼들을 비하하는 안티팬들을 비하하려고 언리얼 토너먼트를 플레이 하며 격노하는 영상을 찍는다. 영상 속에는 노르만이 컴퓨터 속도가 느리다는 이유로 격노하고 언리얼 토너먼트를 하며 키보드와 책상을 마구 치고 키보드를 부시는 등 폭력적인 행동을 하고 있었다. 영상은 2006년 2월 14일 노르만의 웹사이트와 유튜브에 업로드되었으며 니코니코 동화를 중심으로 유명해지기 시작했다.

## 주인공
밈에 나오는 주인공은 노르만 코하노프스키(Norman Kochanowski, 1991년 5월 29일 ~)이다. 밈 영상 업로드 이전에도 자신의 웹사이트에서 영상을 올렸었다. 밈 영상 업로드 이후 학창시절 때 학교폭력을 자주 당했으며 그로 인하여 보디빌딩을 시작했다. 친구가 노르만을 놀리자 그가 농담식으로 협박을 하였는데 이를 목격한 교사가 경찰에 신고를 하여 퇴학을 당하기도 했으며 성인이 된 후 면접을 봤을 때 노르만이 키보드를 부술까봐 불합격됐다고 한다. 2006년 밈 영상을 시청한 독일의 한 방송사가 영상이 연출이라는 사실을 모른 채 게임에 대한 폭력성을 주제로 다큐멘터리를 제작하며 노르만을 비난했다. 현재는 허큘리스 AGK(Hercules AGK)라는 이름으로 힙합 아티스트 및 유튜버로 활동하고 있으며 그의 팬중 대다수가 독일초딩 팬이다.